# Epitome of Torture
Epitome Of Torture es el décimo cuarto álbum de estudio de la banda alemana de Thrash Metal Sodom. El álbum fue grabado en abril de 2013 bajo el sello SPV/Steamhammer. 

## Estilo
El álbum regresa al clásico sonido de Thrash metal con solo de guitarra melódicos por parte de Bernemann. Por su parte Tom Angelripper muestra en pocas ocasiones tintes de Death metal. 

## Temas
La canción Waterboarding trata sobre la tortura. Angelripper dijo: "Es increíble lo que la gente piensa hasta torturar a otras personas. Hay que imaginarse los tiempos. Puesto que una persona se sugiere, se ahogarían. Algo que me preocupa." Katjuscha trata de un arma de la Segunda Guerra Mundial, Angelripper describió como "perverso" que esta arma tenga nombre de mujer.

## Recepción
Anzo Sadoni de Metal Hammer le dio al álbum 5 de los 7 puntos. Comento que Epitome Of Torture "es un buen disco de thrash de una banda legendaria que ha luchado en el aquí y ahora, pero aún está lejos de una posible quiebra." Sadoni elogió My Final Bullet y "el más melódico y atmosférico, Into The Skies Of War '", como unos "grandes éxitos" del álbum, fue en promedio ", es decir, el material no es demasiado trascendental".

## Lista de canciones
Todas las canciones compuestas por Tom Angelripper excepto las marcadas.

Todas las canciones escritas y compuestas por Tom Angelripper, excepto las marcadas. 
| N.º | Título                                           | Duración |  |
| 1.  | «My Final Bullet»                                | 4:39     |  |
| 2.  | «S.O.D.O.M.»                                     | 3:46     |  |
| 3.  | «Epitome of Torture»                             | 3:31     |  |
| 4.  | «Stigmatized»                                    | 2:56     |  |
| 5.  | «Cannibal»                                       | 4:19     |  |
| 6.  | «Shoot Today - Kill Tomorrow»                    | 4:00     |  |
| 7.  | «Invocating the Demons»                          | 4:25     |  |
| 8.  | «Katjuscha»                                      | 3:42     |  |
| 9.  | «Into the Skies of War»                          | 3:50     |  |
| 10. | «Tracing the Victim» (Angelripper, Nadja Herten) | 4:46     |  |
| 11. | «Waterboarding» (bonus track)                    | 5:06     |  |
| 12. | «Splitting the Atom» (bonus track)               | 4:28     |  |

## Créditos
- Tom "Angelripper" Such - Voz & Bajo
- Bernd "Bernemann" Kost - Guitarra
- Markus "Makka" Freiwald - Batería